# Antoni Ditrych
Antoni Ditrych (4. června 1818 Raniżów – 21. listopadu 1881) byl rakouský římskokatolický duchovní, pedagog a politik polské národnosti z Haliče, v 2. polovině 19. století poslanec Říšské rady.

## Biografie
Jeho otec byl komorním úředníkem v Raniżówě. Antoni absolvoval gymnázium ve Lvově, teologii v Přemyšli a roku 1840 byl vysvěcen na kněze. Po čtyři roky pak byl vikářem v chrámu v Přemyšli. Roku 1844 byl jmenován polním kaplanem u 30. pěchotního regimentu. S tímto vojenským útvarem se během revoluce v letech 1848–1849 zúčastnil tažení v Itálii a roku 1851 tažení do Šlesvicka-Holštýnska. V roce 1852 se vrátil do Rakouska. Roku 1853 byl ustanoven učitelem náboženství na vyšší vojenské škole ve Lvově. Zde působil do roku 1855. Pak po jedenácti letech odešel z armády a stal se farářem v Korczyně v okresu Krosno. Zde působil ještě koncem 60. let. Kromě toho byl zdejším okresním školním inspektorem.
Byl aktivní i v zákonodárných sborech. 1. února 1867 byl zvolen na Haličský zemský sněm za kurii venkovských obcí v obvodu Krosno, Dukla a Żmigród. Zemský sněm ho následně 2. března 1867 zvolil i do Říšské rady (tehdy ještě volené nepřímo) za kurii venkovských obcí v Haliči. 11. prosince 1869 po znovuzvolení opětovně složil poslanecký slib. Dopisem z 31. března 1870 pak rezignoval na mandát v rámci hromadné rezignace polských poslanců na protest proti ústavnímu směřování státu.